# Moshood Abiola
Moshood Kashimawo Olawale Abiola (ur. 24 sierpnia 1937 w Abeokuta, zm. 7 sierpnia 1998) – polityk i ekonomista nigeryjski.
Abiola pochodził z nigeryjskiego ludu Joruba. W 1963, po zakończonych studiach ekonomicznych na Uniwersytecie Glasgow, powrócił do kraju, aby podjąć pracę w ITT Africa and Middle Est. Pracował w niej długo, aż w 1971 awansował na stanowisko wiceprezesa spółki, a w 1988 został przewodniczącym oddziału krajowego firmy (ITT Nigeria). w 1979 wstąpił do socjaldemokratycznej Narodowej Partii Nigerii i objął w niej funkcję przewodniczącego w swym rodzinnym stanie Ogun. Niedługo po tym został wybrany przez partię do podjęcia walki w wyborach prezydenckich przeciw I. Babangidzie. Gdy jego zwycięstwo stało się oczywiste, rządząca junta unieważniła wybory i osadziła go w więzieniu pod pretekstem internowania jako „niebezpiecznego dla demokracji komunisty”. Zmarł w więzieniu na atak serca, krótko przed tym, jak miał być z niego zwolniony na mocy kompromisu wynegocjowanego przez ONZ.